# Багатозв'яз гірський український
Багатозв'яз гірський український (Polydesmus montanus ukrainicus)

## Таксономічна характеристика
Один з двох підвидів виду, який належить до політипного роду полідесм (Polydesmus) (в Україні 13 видів).

## Поширення
Ендемік Лісостепу України. Знайдено на околицях Києва та в Канівському природному заповіднику.

## Місця перебування
Підстилка і поверхня ґрунту грабово-дубових лісів.

## Чисельність
Чисельність дуже низька (поодинокі особини) — до 4 особин на 1 м2. Причини зміни чисельності не з'ясовані.
Розмноження у неволі не проводилося.

## Заходи охорони
Природоохоронний статус виду — Рідкісний.
Слід вивчити біологію та екологію багатозв'яза гірського українського; заборонити санітарне вирубування лісу в урочищі Топило Канівського природного заповідника, де підвид ще трапляється.